# Пермский карабинерный полк
Пермский карабинерный полк (до 1763 года — Пермский драгунский полк) — кавалерийская воинская часть Русской императорской армии, сформированная в 1701 году и упразднённая в 1775 году.

## История
В начале 1701 года в Москве из набранных в заокских, подмосковных и низовых городах дворян, дворянских недорослей, рейтар и копейщиков сформирован 10-ротный Драгунский полковника Афанасия Гавриловича Рагозина полк. Полк отправлен для службы в Таганрог.
15 ноября 1702 года полк приказано распустить, но в начале 1703 года личный состав полка вновь призван на службу. После сбора в Москве полк наименован Драгунским полковника Ивана Степановича Горбова полком (по данным Рабиновича полк Горбова сформирован в 1703 году, а людьми из полка Рагозина пополнен в 1706 году).
19 мая 1703 года полк направлен в Псков к генерал-фельдмаршалу Шереметеву.
В 1705 году для полка утверждён штат из 10 драгунских и 1 гренадерской роты.
В октябре 1706 года переименован в Пермский драгунский полк.
23 января 1709 года гренадерская рота выделена на сформирование Драгунского-гренадерского полковника фон-дер-Роппа полка.
В 1711 году утверждён штат полка в составе 10 драгунских рот.
10 мая 1725 года из Драгунского полковника фон-дер-Роппа полка возвращена гренадерская рота, взамен выделена 4-я драгунская рота.
16 февраля 1727 года полк переименован во 3-й Белгородский драгунский полк, но 13 ноября того же года переименован обратно в Пермский драгунский полк.
28 октября 1731 года гренадерская рота расформирована, с распределением чинов по драгунским ротам.
30 марта 1756 года приказано полк привести в состав 2 гренадерских и 10 драгунских рот, соединённых в 6 эскадронов, с артиллерийской командой.
14 января 1763 года повелено полк переформировать в 5-эскадронный карабинерный и именовать Пермским карабинерным полком.
16 января 1775 года приказано эскадроны полка соединить с эскадронами Вятского карабинерного полка и образованный таким образом 10-эскадронный полк именовать Таганрогским драгунским полком.

## Боевые действия
Полк боевое крещение получил в Северной войне.
В июле — сентябре 1703 года участвовал в составе отряда генерал-фельдмаршала Шереметева в походе в Лифляндию.
8 июня 1704 года принял участие в деле при Нарве, 15 июня участвовал в бою под в бою под Везенбергом.
15 августа 1705 года назначен на осаду Митавского замка. 13 октября 1705 года участвовал в деле под Прагой.
14 января 1706 года находился у Гродны.
3 июля 1708 года участвовал в сражении при Головчине, 9 сентября — в деле при Кадине, 28 сентября — в кавалерийском деле у р. Сожи (Лесная).
27 июля 1709 года принял участие в Полтавской битве. 3 ноября 1709 года — в деле под Одолянами.
В ходе Прутского похода 7 июля 1711 года участвовал в деле у урочища Фальги (Фальчи).
В 1734 году в ходе войны за польское наследство полк участвовал в осаде Данцига.
В ходе войны с Турцией участвовал 2 июля 1737 года в штурме Очакова.
В последний раз в боевых действиях полк участвовал в ходе Русско-турецкой войны 1768—1774 годов.

## Командиры
- 1701—1702 — полковник Рагозин, Афанасий Гаврилович
- 1703—1706 — полковник Горбов, Иван Степанович
- 1762—1767 — полковник Станиславский, Сергей Кириллович